# Ahnenerbe
A Ahnenerbe Forschungs- und Lehrgemeinschaft, conhecida como Ahnenerbe (do alemão, significando Comunidade para a Investigação e Ensino sobre a Herança Ancestral) foi uma organização nazista do aparato do Estado do Terceiro Reich, fundada para realizar e divulgar investigações em apoio a essa ideologia e a suas teorias sobre a suposta superioridade da raça ariana. Foi declarada organização criminal em 1946.

## História
Tratava-se de um instituto de pesquisa criado por Heinrich Himmler, Herman Wirth e Walther Darré em 1 de julho de 1935. Integrado à SS em janeiro de 1939.
A Ahnenerbe organizou diversas expedições arqueológicas na Alemanha e em outros países: França, Itália, Romênia, Bulgária, Polônia, Ucrânia, Islândia, Brasil, Irã, Afeganistão e Tibete. Essa última expedição, liderada por Ernst Schäfer em 1938, era inicialmente destinada a provar que o Tibete e o Irã eram o berço de uma civilização antiga que compartilhava da mesma raça ariana.
Em 1935, em meio a relações amistosas com a Alemanha, o Irã adotou seu novo nome, substituindo o antigo, "Pérsia" nome este popularizado pelos gregos, pelo novo, "Irã" que significa "terra dos arianos", nome este que já se encontrava presente na cultura do país há muito mais tempo e era utilizado para referir-se às pessoas da região e à nação, segundo textos e escrituras antigas.
A pedido de Himmler, em 1942, a Ahnenerbe supostamente procedeu a experiências médicas nos campos de concentração em prisioneiros, principalmente em Dachau e Natzweiler-Struthof. Condenado por crimes contra a humanidade, Wolfram Sievers, o último diretor da Ahnenerbe, foi enforcado em 1948, após o processo dos médicos, quando dos Julgamentos de Nuremberg.

## Uniforme
A nível dos uniformes, os oficiais SS membros da Ahnenerbe possuíam, na parte inferior do braço esquerdo, um losango preto com o símbolo da organização.